# Au-delà de mes limites
Au-delà de mes limites – czwarty studyjny album francuskiego rapera Rohffa. Został wydany 28 listopada, 2005 roku. Kompozycja składa się z dwóch płyt, na pierwszej jest 16, a na drugiej 15 utworów. Do utworów „En mode”, „La puissance”, „Regretté” i „Starfukeuze” zostały zrealizowane teledyski. Sprzedaż we Francji wyniosła ponad 212 000 egzemplarzy.

## Lista utworów
Źródło.

### CD 1
| Nr | Tytuł                                 | Producent             | Goście                       | Czas |
| -- | ------------------------------------- | --------------------- | ---------------------------- | ---- |
| 1  | „Le Cauchemar Du Rap Français”        | LT Moe                |                              | 3:22 |
| 2  | „La Puissance”                        | JR                    |                              | 4:08 |
| 3  | „J’Espère Que”                        | Shabba/Dadoo          |                              | 5:10 |
| 4  | „Tout Se Paye”                        | JR                    |                              | 3:18 |
| 5  | „Avec Ou Sans”                        | Havoc                 |                              | 5:04 |
| 6  | „Dis Mon Nom”                         | JR/Jasmin Lopez       | Jasmin Lopez                 | 3:44 |
| 7  | „Génération Mac Gyver: La Débrouille” | One Shot              | Ikbal Vockal/Alain 2 L’Ombre | 3:18 |
| 8  | „La Hass (Version 2)”                 | Skread                |                              | 5:22 |
| 9  | „Personne”                            | JR                    | Humphrey                     | 4:10 |
| 10 | „Premier Sur L’Ghetto”                | LT Moe                |                              | 4:40 |
| 11 | „Bol D’Air”                           | JR/Vitaa/Jasmin Lopez | Vitaa/Jasmin Lopez           | 4:35 |
| 12 | „Le Pouvoir”                          | LT Moe                |                              | 6:05 |
| 13 | „Le Temps Passe”                      | Sayd Des Mureaux      |                              | 4:32 |
| 14 | „Arrête Ta Flute”                     | Dazooma               |                              | 4:40 |
| 15 | „Starfuckeuze”                        | Drum Majorz           |                              | 5:11 |
| 16 | „Relation De Merde”                   | Snatch                |                              | 7:08 |

### CD 2
| Nr | Tytuł                       | Producent                   | Goście       | Czas  |
| -- | --------------------------- | --------------------------- | ------------ | ----- |
| 1  | „Intro”                     |                             |              | 1:34  |
| 2  | „Seul Contre Tous”          | Big Nas                     |              | 5:15  |
| 3  | „En Mode”                   | Spike Miller                |              | 3:22  |
| 4  | „En Mode 2"                 | Spike Miller                |              | 3:21  |
| 5  | „La Violence”               | LT Moe                      |              | 4:57  |
| 6  | „Accepte Moi Comme Je Suis” | LT Moe                      |              | 5:40  |
| 7  | „Le Club Des Métaphores”    | LT Moe                      |              | 4:44  |
| 8  | „Trop Dangereux”            | JR                          |              | 3:40  |
| 9  | „Bonhomme”                  | Sayd Nabil                  | Ikbal Vockal | 3:58  |
| 10 | „J’T’Ai Pas Attendu”        | Niglo                       | Jam          | 5:54  |
| 11 | „Bonne Journée”             | Bomb Deluxxx                |              | 7:30  |
| 12 | „Toujours”                  | LT Moe                      |              | 5:30  |
| 13 | „Enculé De Ton Clash”       | Deug & Sagaboy/Kurzer/Rohff | Soundkail    | 6:49  |
| 14 | „Fumer Un Mec”              | Sayd Nabil                  |              | 5:00  |
| 15 | „Regrette”                  | Fred Le Magicien            |              | 10:21 |